# Kalvsviks församling
Kalvsviks församling var en församling i Växjö pastorat i Växjö domkyrkokontrakt, Växjö stift i Växjö kommun.Församlingen uppgick 2024 i Tävelsås, Vederslöv och Kalvsviks församling.
Församlingskyrka var Kalvsviks kyrka.

## Administrativ historik
Församlingen har medeltida ursprung. Församlingen uppgick 2024 i Tävelsås, Vederslöv och Kalvsviks församling.
Församlingen var till 1962 moderförsamling i ett pastorat med Jäts församling. Från 1962 ingick församlingen i ett pastorat med Vederslövs, Dänningelanda och Tävelsås församlingar där från 1992 även Öja församling ingick. Församlingen ingick från 2002 till 2014 i Teleborgs pastorat. Från 2014 ingår församlingen i Växjö pastorat.